# Louisa Walter
Louisa Walter (Düsseldorf, 2 de diciembre de 1978) es una exjugadora alemana de hockey sobre césped.

## Trayectoria
Walter tuvo su primera participación olímpica en Atenas 2004. Ganó la medalla de oro al eliminar a China en semifinales y al derrotar a Países Bajos en la final.